# Moorea-Maiao
Moorea-Maiao é uma comuna da Polinésia Francesa, nas Ilhas de Barlavento, arquipélago da Sociedade. Estende-se por uma área de 134 km², com 14 693 habitantes, segundo os censos de 2002, com uma densidade de 110 hab/km².